# Concerto pour violon no 1 de Wieniawski
Pour les articles homonymes, voir Concerto pour violon no 1.
Le Concerto pour violon no 1 en fa dièse mineur, op. 14, du violoniste virtuose polonais Henryk Wieniawski a été créé le 27 octobre 1853 à Leipzig. La partition est dédiée au roi Frédéric-Guillaume IV de Prusse.

## Structure
L'œuvre comporte trois mouvements:
1. Allegro moderato
2. Preghiera: Larghetto
3. Rondo: Allegro giocoso

Le premier mouvement est construit sur deux thèmes contrastés, le premier en rythme pointé et d'abord hésitant et le second en si bémol majeur (présenté par les violoncelles), large et expressif. Ces thèmes sont, à leur tour, repris et ornés par le soliste avec une formidable virtuosité, en utilisant des doubles cordes et des notes harmoniques, notamment dans la cadence, ainsi que le registre supérieur extrême du violon.
Le deuxième mouvement, Preghiera (prière), est un court interlude lyrique en la majeur, où il est donné  beaucoup d'importance aux bois de l'orchestre et aux cors. Il conduit droit au Rondo conclusif, une pièce colorée et vive avec un épisode contrasté en si majeur et exigeant un jeu de bravoure, mais sans l'extrême virtuosité du premier mouvement (ce qui suggère qu'il a été composé plus tôt).
La caractéristique frappante de ce mouvement est le fait que la partie solo peut être, et est probablement destinée à être jouée sur la corde de sol, montrant ainsi la richesse du son du violon.
Le morceau d'ensemble est rarement joué en concert en raison de la faiblesse des deuxième et troisième mouvements. Beaucoup considèrent cette pièce comme un morceau mal équilibré, avec un premier mouvement difficile, tendu et un deuxième et troisième mouvement transparents et faibles.